# Malab as-Sa’ada
Malab as-Sa’ada (arab. ‏استاد السعادة‎) – stadion piłkarski znajdujący się w mieście Salala w Omanie. Posiada nawierzchnię trawiastą. Może pomieścić 12000 osób. Został otwarty w 2009 roku. Swoje mecze rozgrywają na nim kluby: Al-Ittihad Salala, Al-Nasr Salala, Dhofar Salala, Salala SC.